# Koninklijke Militaire School (België)

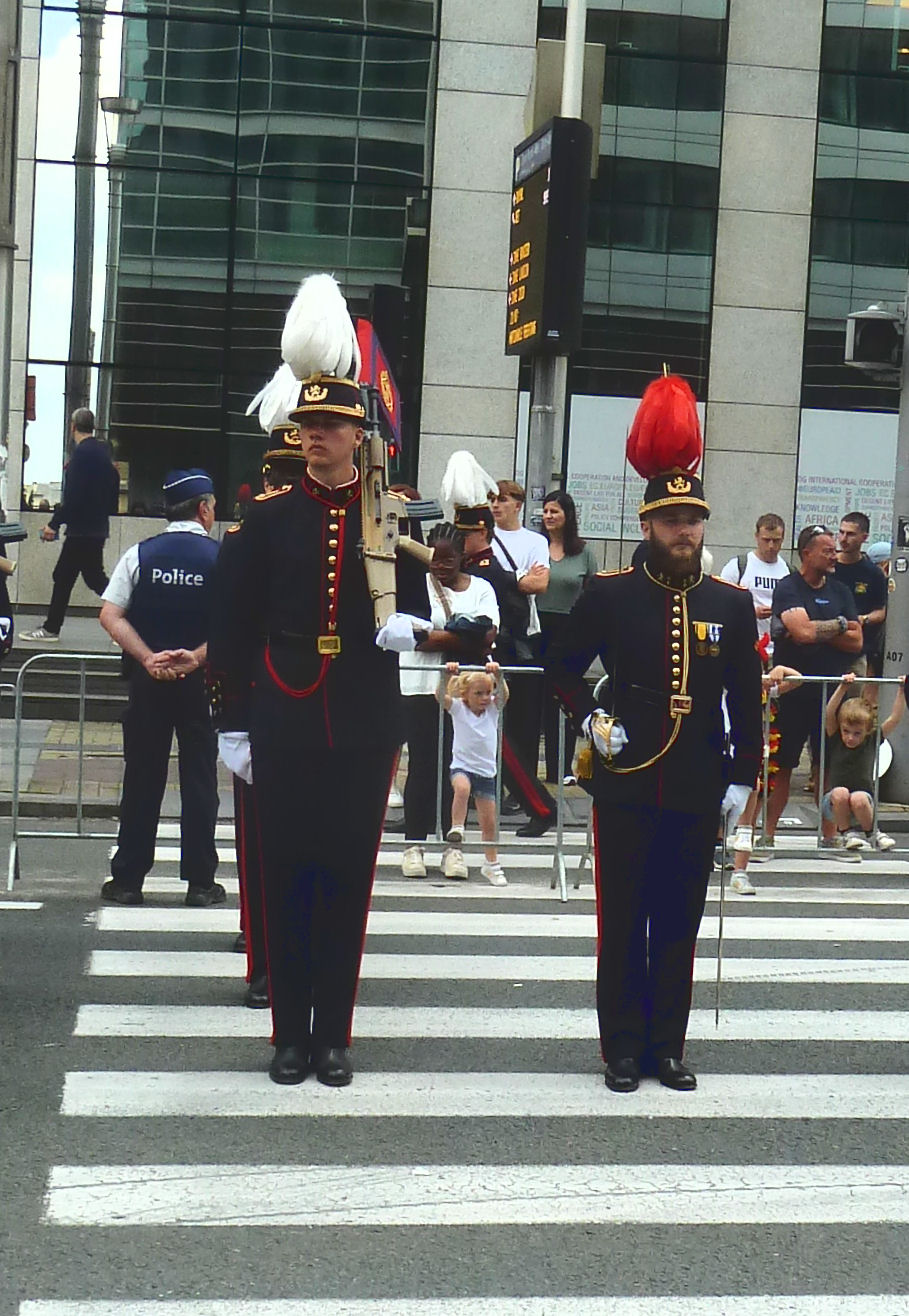
Prins Gabriël tijdens de nationale feestdag van België 2023.

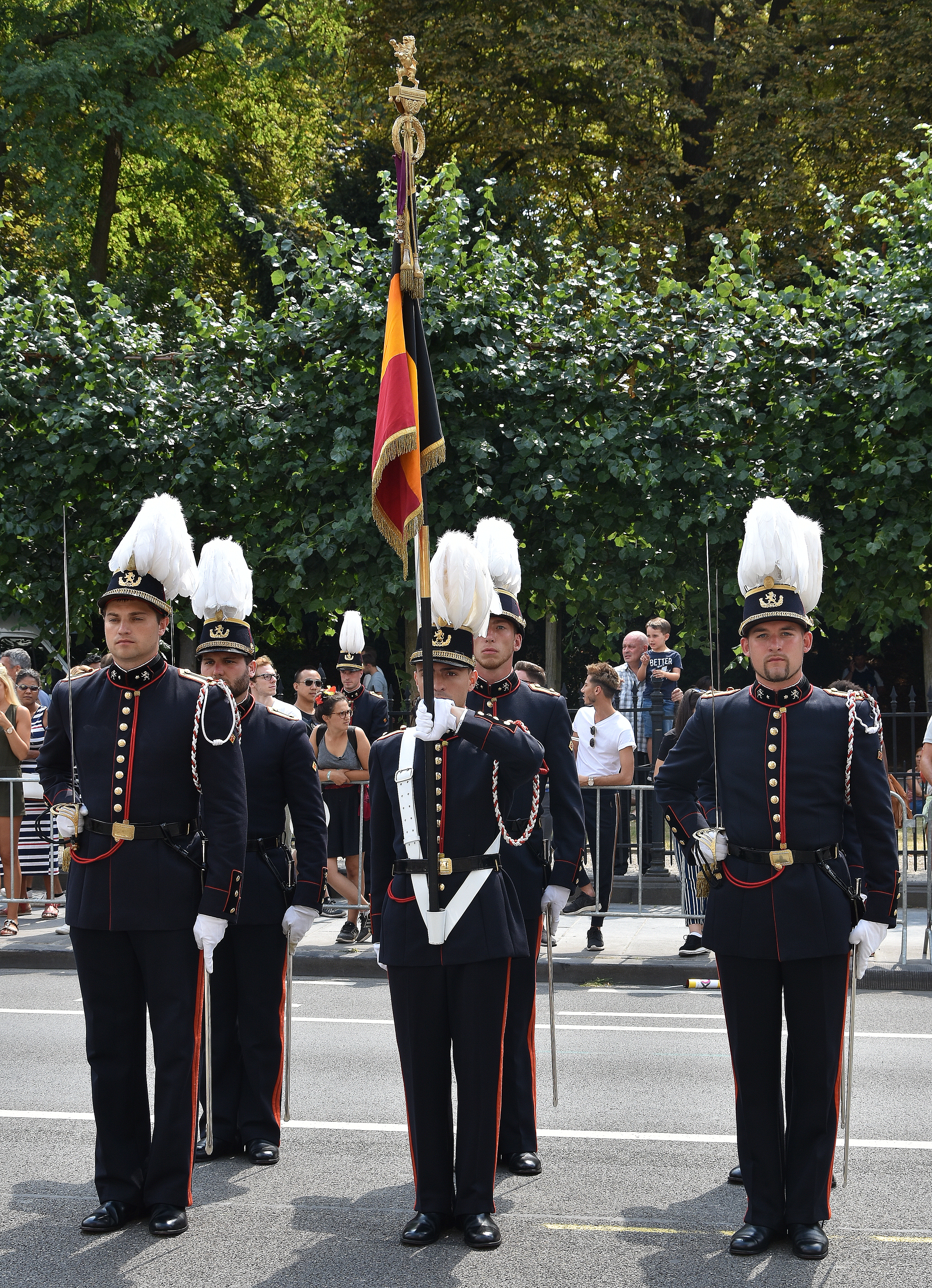
Leden van de Koninklijke Militaire School tijdens de nationale feestdag van België 2018

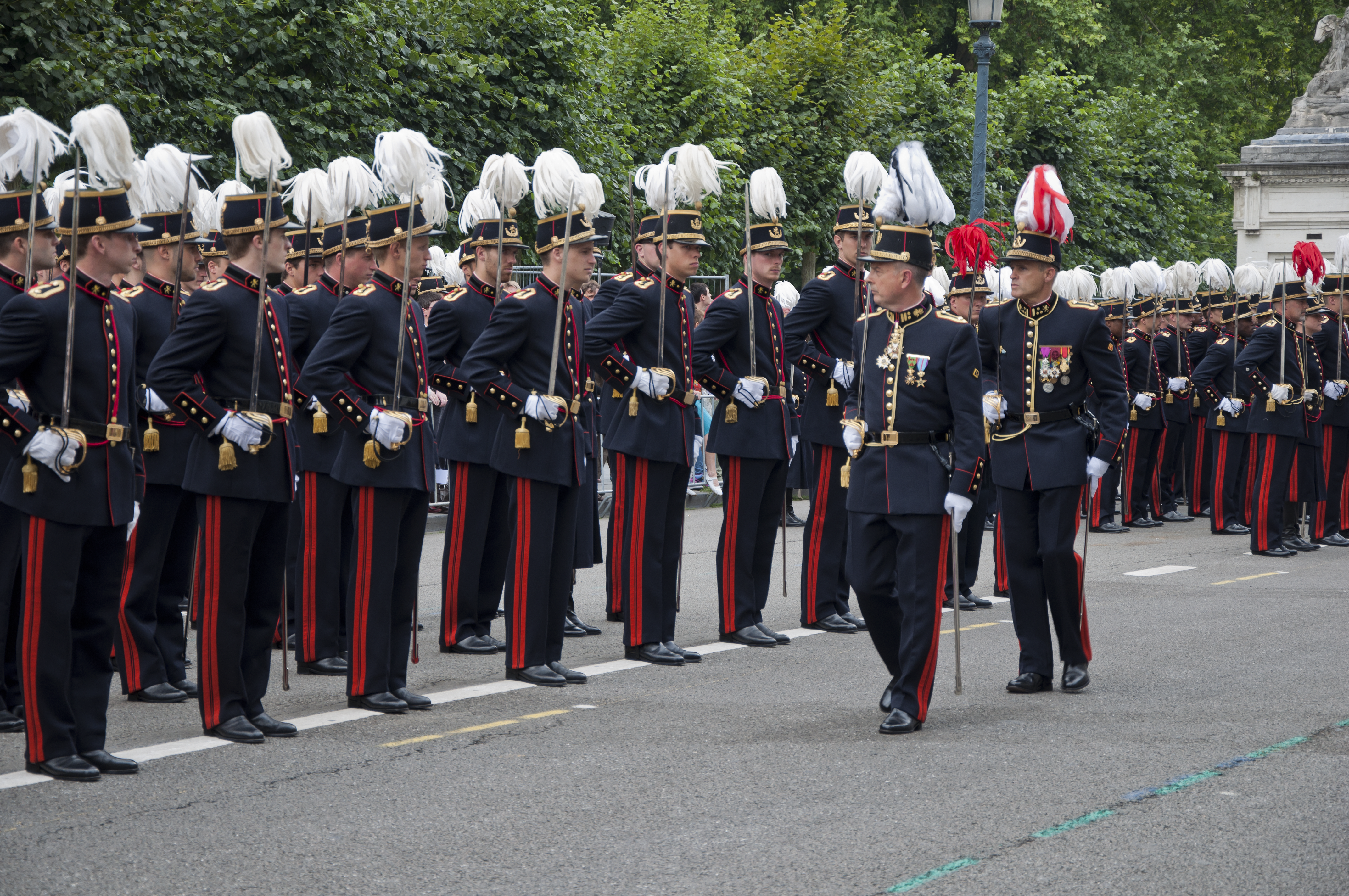
Generaal-majoor Harry Vindevogel schouwt officieren van de Koninklijke Militaire School tijdens het defilé op 21 juli 2011

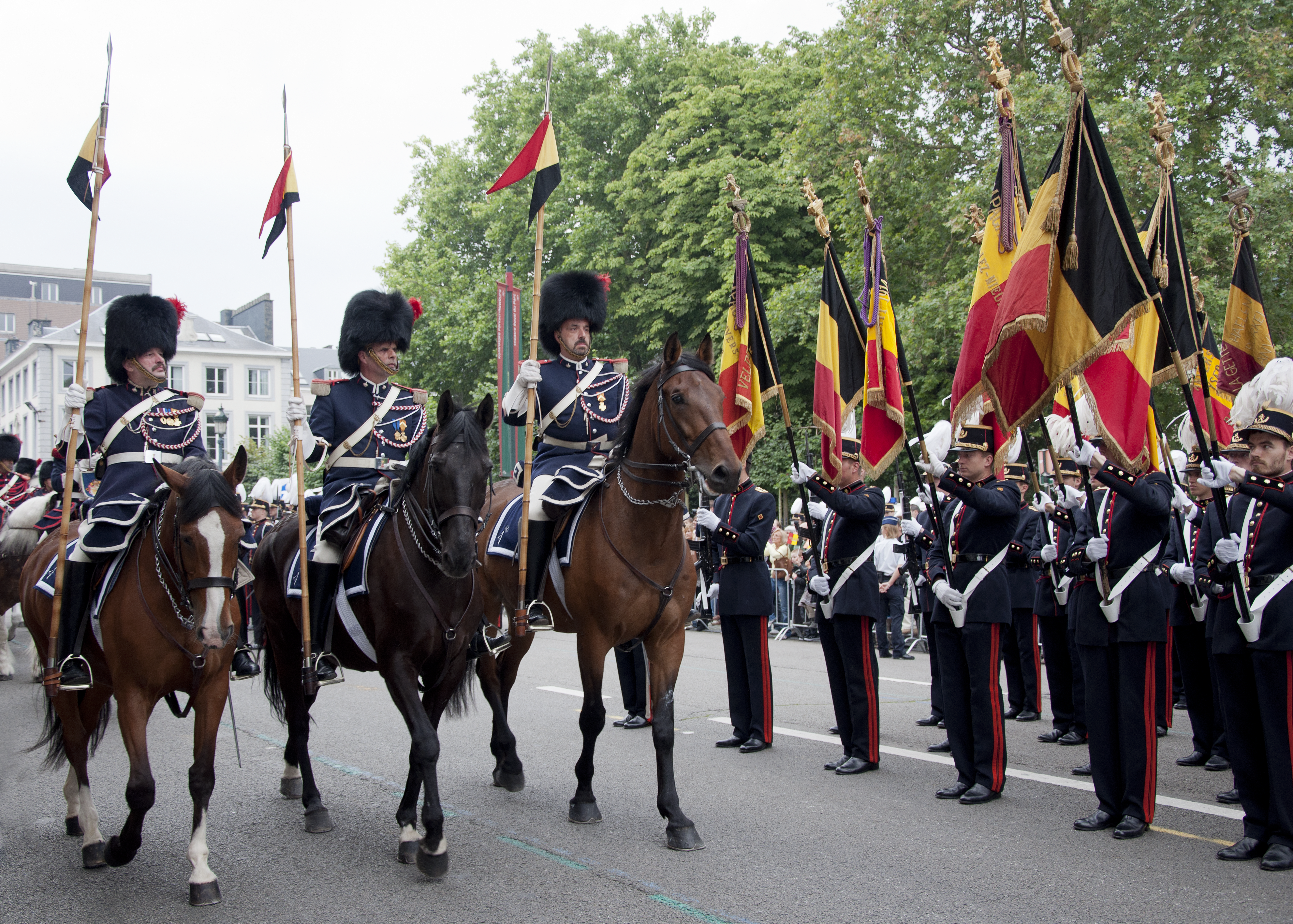
Het Koninklijk escorte te paard en officieren van de Koninklijke Militaire School in 2011

De Koninklijke Militaire School of Royal Military Academy (Frans: École Royale Militaire) is een militaire academie; een universiteit die verantwoordelijk is voor de vorming van de kandidaat-officieren ten behoeve van alle componenten van de Belgische Defensie. De school is gevestigd te Brussel in de Campus Renaissance, ter hoogte van het Jubelpark in de Renaissancelaan, in een gebouw ontworpen door de architecten Henri van Dievoet en Henri Maquet. De cursussen worden er in drie talen (Nederlands, Frans en Engels) gegeven.

## Structuur
Deze militaire universiteit bestaat uit twee faculteiten:
- de Faculteit Polytechniek (POL) die het diploma burgerlijk ingenieur polytechnicus aflevert met als specialisaties:
  - SMP (Structure Mobility and Propulsion)
  - NEC (Network Enabled Capabilities)
- de Faculteit Sociale en Militaire Wetenschappen (SSMW) die volgende diploma's verstrekt:
  - Master in sociale en militaire wetenschappen - Management & Wapensystemen
  - Master in sociale en militaire wetenschappen - Defensie- en politieke wetenschappen

De school ressorteert onder het ministerie van landsverdediging, maar het Vlaams Ministerie van Onderwijs en Vorming erkent de Nederlandstalige diploma's als van universitair niveau. Op onderwijsvlak heeft de KMS een samenwerkingsakkoord gesloten met de associatie van de VUB. Een gelijkaardige samenwerking bestaat er met de ULB.
Naast de twee faculteiten waarin het merendeel van de leerlingen zijn ondergebracht, telt de KMS eveneens een zogenaamde Speciale Divisie (SDiv). De SDiv heeft louter een administratieve functie en geen academische. Zij bestaat uit kandidaat-officieren die extra-muros (in de burgerij) studeren; het gaat hier over industrieel ingenieurs (II), militaire studenten aan de Antwerp Maritime Academy (ESNA), en medische studies (MED) voor arts, tandarts en apotheker. Daarnaast vallen ook de kandidaat-piloten (PIL) en kandidaat-luchtverkeersleiders (ATC) van het hulpkader onder de verantwoordelijkheid van SDiv. Deze laatsten krijgen respectievelijk sinds 2004 en 2006 hun theoretische cursussen gedoceerd op de KMS.
Sinds 2008 is ook het Koninklijk Hoger Instituut voor Defensie (KHID) gevestigd in de gebouwen van de Koninklijke Militaire School. Het KHID kan vergeleken worden met een post-universitaire instelling die verantwoordelijk is voor de voortgezette opleiding van de officieren van de Belgische krijgsmacht. Het KHID fungeert daarnaast als "denktank" voor militaire aangelegenheden.
De KMS vormt samen met het KHID de "Campus Renaissance" (CaRe). Deze benaming bestaat echter niet officieel en wordt enkel in militaire kringen gebruikt om het geheel van eenheden aan te duiden die zich in het kwartier aan de Renaissancelaan bevinden.

In CaRe is alles gecentraliseerd wat met de opleiding en vorming van officieren te maken heeft. Daar tegenover staat de "Campus Saffraanberg" (CaSa) te Sint-Truiden waar alle opleidingen van het niveau onderofficieren zijn ondergebracht.

## Geschiedenis

### Voor het ontstaan van België
Reeds van bij het begin van de 16e eeuw bestonden er in de Lage Landen militaire academies waar pages een opleiding kregen in onder andere paardrijden, wiskunde en schermen, als voorbereiding op een eventuele loopbaan als officier.
In 1675 liet de Gouverneur der Spaanse Nederlanden, de hertog van Villa-Hermosa, een "Academie voor Wiskunde en Versterkingen" oprichten in de Naamsestraat in Brussel. Spaanse afstammelingen genoten er de voorkeur en het onderwijs gebeurde er enkel in het Spaans. Jaarlijks volgden een twintigtal officieren en onderofficieren er een opleiding. Deze ‘Spaanse’ militaire academie verdween met het einde van de Spaanse Successieoorlog.
Na de Vrede van Utrecht in 1713 richtten de Staten van Brabant in dezelfde gebouwen aan de Naamsestraat de École des Mathématiques du Corps d’Artillerie op, terwijl er in Antwerpen in 1773 een Militär Knaben Stiftung zu Antwerpen kwam. Deze laatste was voorbehouden voor zonen van Oostenrijkse officieren die de cursussen aan de Theresiaanse Militaire Academie in Wiener Neustadt niet konden volgen. De voertaal was Duits.
In 1813 werd in Delft een Artillerie- en Genieschool opgericht die in de periode van het Verenigd Koninkrijk der Nederlanden instond voor de vorming van officieren. Koning Willem I liet deze school in 1826 vervangen door de Koninklijke Militaire Academie, die in het Kasteel van Breda werd opgericht. Maar pas vanaf november 1828 begonnen de eerste kandidaat-officieren er hun vier jaar durende opleiding. De selectie van jongeren tussen 14 en 18 jaar gebeurde via een toelatingsexamen.

### De Belgische Militaire School
In het premature Belgische leger werd, kort na de onafhankelijkheidsstrijd in november 1830, in elk artillerieregiment een peloton aspiranten gecreëerd dat gerekruteerd werd onder jongeren die door hun vroegere studies meer technisch georiënteerd waren. Deze pelotons kregen bijkomende technische cursussen en als zij slaagden voor hun examens werden ze onderluitenant van de artillerie. Om deze opleiding eenvormiger en doeltreffender te maken, stelde het Ministerie van Oorlog na de Tiendaagse Veldtocht (1831) één opleidingscursus samen voor alle aspiranten van de artillerie. Aanvankelijk had men deze school willen oprichten in Luik, centrum van de metaal- en wapenindustrie. Maar op vraag van artilleriekapitein de Nieulant kreeg de school vanaf september 1831 één zaal toegewezen in het Borgendaellyceum te Brussel.
Tijdens de Tiendaagse Veldtocht had koning Leopold I kunnen vaststellen hoezeer de Belgische gelegenheidsbevelhebbers de minderen waren van hun Nederlandse collega’s die aan militaire academies waren gevormd. In alle Europese landen en in de Verenigde Staten werden officieren, vooral ingenieurs, immers in speciale scholen opgeleid. Daarom richtte Leopold I op 7 februari 1834 een Militaire School op om de officieren van de artillerie en de genie te vormen (vanaf 1841 gegroepeerd in de afdeling "speciale wapens": Artillerie-Genie of afgekort AG ) De officieren van de andere wapens kregen enkel een praktijkopleiding en kwamen vooral uit het onderofficierenkorps (vanaf 1841 gegroepeerd in de afdeling "gewone wapens": Infanterie-Cavalerie of afgekort IC ). Maar pas in 1849 ging de legerleiding ook voor de gewone wapens over tot een jaarlijkse rekrutering.
Al deze aspiranten namen na hun opleiding van twee jaar deel aan een uitgangsexamen. Wie hierin slaagde, werd benoemd tot onderluitenant. In functie van zijn eindrangschikking mocht de kandidaat dan zijn wapen en eenheid kiezen. Op vraag van het Ministerie van Buitenlandse Zaken en van de Marine werden sinds 1836 ook de aspiranten van de marine aan de Militaire School gevormd. Van bij aanvang studeerden er ook een aantal buitenlandse officieren, voornamelijk afkomstig uit Oost-Europa.

### De Militaire School in de 19e eeuw
Omdat koning Leopold I een grote bewondering had voor de École Polytechnique in Frankrijk, gaf hij de uitbouw van de Militaire School in handen van een oud-leerling van deze befaamde school: kolonel Jean-Jacques Edouard Chapelié. Deze in Marseille geboren Fransman, had zich reeds in 1814 laten opmerken toen hij als leerling-officier Parijs verdedigde tegen de Russische troepen. Als officier onderscheidde hij zich later in veldtochten in Spanje en Noord-Afrika (bevelhebber bij de befaamde "Spahis"), en werd tot officier bij het Legioen van Eer bevorderd. Sinds 1832 was hij onderstafchef van de Belgische Generale Staf. In 1844 werd Chapelié Belgisch staatsburger. Hij was met een Belgische gehuwd en twee van zijn drie zonen studeerden aan de Militaire School.
Naast schoolcommandant was Chapelié ook studiedirecteur. Om het niveau van de School op dat van de Franse École Polytechnique te brengen, werd een toelatingsexamen uitgeschreven. Om hieraan te mogen deelnemen moest men Belg zijn en tussen de 16 en 21 jaar oud zijn. Het toelatingsexamen betrof de grondige kennis van het Frans, wiskunde, de algemene geschiedenis en aardrijkskunde, alsook de grondige kennis van de geschiedenis en aardrijkskunde van België. De kandidaten moesten daarenboven een hoofd naar model kunnen natekenen. Het eerste jaar slaagden 24 kandidaten voor dit examen. Vanaf 1 juli 1834 volgden de allereerste leerlingen de lessen op verschillende plaatsen in het centrum van Brussel (bv. theorielessen in leslokalen van het Borgendaellyceum, militaire oefeningen in de stoeterij van het Museumplein, fysica en scheikunde in het Museum van Kunsten en Ambachten). De leerlingen logeerden vanaf 1836 in een huis in de Ruysbroeckstraat dat speciaal voor hen gehuurd werd. In de Sint-Jacobskerk woonden de leerlingen de mis bij. Als de kandidaat-officieren een tuchtstraf moesten uitzitten, werden ze per koets naar het huis van arrest in Brussel gevoerd. De staf van de School verbleef in de gebouwen aan de Naamsestraat waar in de 17e en 18e eeuw de vroegere militaire academies gevestigd waren. Het onderwijzend personeel bestond zowel uit burgers als uit militairen.
Pas met de organieke wet van 18 maart 1838 kreeg de Militaire School een bestendig karakter: de School werd een instelling van hoger onderwijs voor de vorming van officieren van de Krijgsmacht. Van dan af werden de eisen bij het toelatingsexamen aanzienlijk verzwaard. Vanaf 1847 werd als basis voor het toelatingsexamen de leerstof van de humaniora tot aan de poësis genomen, vanaf 1858 werd er over het volledige humanioraprogramma ondervraagd.
In de 19e eeuw was het aantal aspiranten aan de Militaire School vrij beperkt: 38 in 1840, 62 in 1850, 100 in 1860 en 97 in 1870. De School was immers vrij elitair. Het schoolgeld, samen met de onkosten voor kledij en bureaubehoeften, was aanzienlijk: 1650 frank, hetgeen in die tijd overeenkwam met een volledige jaarwedde van een onderluitenant bij de infanterie. Het systeem van studiebeurzen bleef zeer beperkt, ook al streefde het militaire milieu naar de uitbreiding ervan. Alleen militairen met 2 jaar dienst (zij behielden hun soldij als ze naar de School gingen), de zonen van militairen, van ambtenaren of van verdienstelijke personen kwamen in aanmerking voor een studiebeurs. Daarnaast was er een niet onbelangrijk percentage kandidaat-officieren dat afstamde van onderofficieren en via een examen, onafhankelijk van de Militaire School, toegang kreeg tot lagere officiersrangen en uitzonderlijk doorstootte tot de hogere. Het is vanzelfsprekend dat officieren afkomstig uit de Militaire School meer promotiekansen hadden. Het grootste deel van de officieren was afkomstig uit de kleine burgerij en uit het Franstalig landsgedeelte.
In de Militaire School werden alle cursussen uitsluitend in het Frans gegeven. Volgens napoleontische traditie vreesden de leiders van de jonge Belgische staat en de legerleiding immers het verdelende effect van een tweede taal. Toch werd vanaf 1840 een cursus Nederlands van 42 lesuren ingevoerd en vanaf 1864 werd er meer belang gehecht aan talen in het algemeen. Voortaan stond er wekelijks één uur Nederlands, één uur Duits en één uur Engels geprogrammeerd. Door de wet van 31 juli 1913 werd de elementaire kennis van het Nederlands bij het toelatingsexamen verplicht.
In 1869 werd Jean-Baptiste Liagre de derde commandant van de School en de eerste met een Belgische nationaliteit. In 1879 werd hij tot minister van landsverdediging benoemd. Samen met de industriële expansie van België, nam in dezelfde periode het prestige van de Militaire School toe. De ingenieursopleiding genoot een hoge reputatie en ook de koninklijke prinsen volgden de cursussen aan de Militaire School. Prins Boudewijn maakte deel uit van de 35e promotie IC (1884-86), en de latere koning Albert I werd op 15,5-jarige leeftijd leerling van de 41e promotie IC (1890-92). De Militaire School stond weldra model voor burgerinstellingen van hoger onderwijs. Toch verschenen er in 1866 kritische artikels in de kranten, onder meer over de tekortkomingen van de cursussen geschiedenis en aardrijkskunde.
Bij het uitbreken van de Frans-Duitse Oorlog in 1870 en de daarop volgende mobilisatie van het Belgisch leger, werd de Militaire School gesloten. De leerlingen van het tweede jaar, die door hun verbintenis tot militaire dienst waren verplicht, werden bij het leger ingelijfd. De eerstejaars, die nog geen enkele verplichting hadden, namen vrijwillig dienst.
In 1874 werd de Militaire School, samen met de recentelijk (1869) opgerichte Krijgsschool (verantwoordelijk voor de navorming gedurende de volledige carrière van de officieren), ondergebracht in de abdij van Ter Kameren. De lokalen van dit voormalig bedelaarsgesticht waren ongezond (onder andere vochtigheid door de bronnen van de Maalbeek) en opnieuw was er een gebrek aan ruimte. Maar in tegenstelling tot het centrum van Brussel, was er hier wel een eigen laboratorium, bibliotheek, tekenzaal, manege, infirmerie, kapel en oefenterrein.
In 1879 werd Liagre opgevolgd door generaal Emile-Maximilien Vautier als schoolcommandant. Vautier was een voormalig repetitor van de School en hij voerde strengere normen in voor de taalkennis bij het toelatingsexamen. Daarnaast bestreed hij krachtig de duels die tussen de verschillende promoties om de haverklap en voor een kleinigheid werden gehouden. Hij trad ook op tegen de excessen die bij de "infectie" (= ontgroening van de eerstejaars) werden begaan, en die geregeld de kranten haalden.

### De Militaire School in de 20e eeuw
In 1905 werd generaal Gérard-Mathieu Leman de negende commandant van de Militaire School. Toen Leman zelf nog onderluitenant van de genie en jong docent aan de School was, had hij voor eigen gebruik de cursussen van wiskunde en mechanica herschreven. Toen Leman de cursus bouwkunde volledig hernieuwde, werd hij hiervoor in 1887 gelauwerd tot Ridder in de Leopoldsorde. Vanaf 1894 werd hij benoemd tot studiedirecteur. Leman verscherpte de normen van het toelatingsexamen en voegde er de vakken fysica en scheikunde aan toe. Toen hij in 1905 schoolcommandant werd, eiste hij een strengere discipline, zowel van de leerlingen als van de professoren. In 1907 voegde hij aan het programma van het toelatingsexamen voor het eerst elementaire fysieke proeven toe, waaronder 100m lopen in 16 seconden en 1000m in 5 minuten. Tegen zijn zin werd Leman in januari 1914 benoemd tot bevelhebber van de 3e Legerdivisie en bevelhebber van de Vesting Luik. In augustus 1914 verdedigde Leman de fortengrodel rond Luik tegen de Duitse inval. Zwaargewond werd hij tussen de ruïnes van het ontplofte Fort van Loncin gevangengenomen.

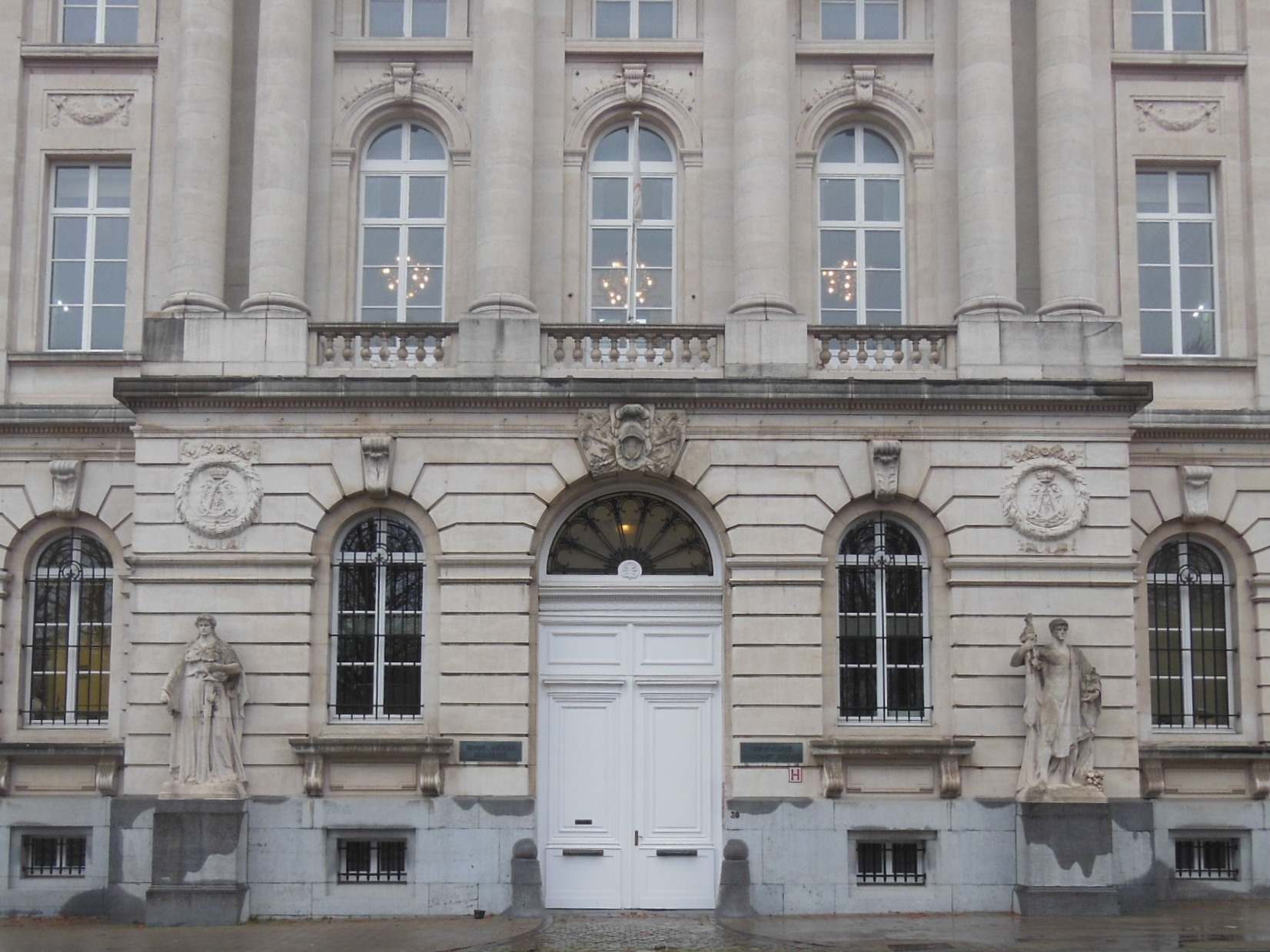
Beelden van de Romeinse godheden Mars en Minerva flankeren de inkom van de Koninklijke Militaire School, België

Ondertussen was de Militaire School sinds 1909 op haar huidige locatie aan de Renaissancelaan (vlak naast het Jubelpark) ingeplant. De School herbergde toen 450 studenten. Voor de bouw had koning Leopold II op het Linthoutplateau (tussen de Maalbeek en de Woluwebeek) vijf hectare voorbehouden. Dit terrein lag vlak bij de Nationale Schietbaan, de paardenmanege en het oefenplein van de burgerwacht. De gebouwen van de nieuwe School werden ontworpen door architect Henri Maquet, die sedert 1896 lid was van de Koninklijke Academie van België en reeds tal van verbouwingswerken had uitgevoerd (onder andere de voorgevel van het Koninklijk Paleis) en door architect Henri van Dievoet. De nieuwe gebouwen van de Militaire School werden in 1909 in gebruik genomen, 4 jaar na voltooiing van de tentoonstellingspaleizen en de triomfbogen van het Jubelpark.
Hoewel de Krijgsschool apart stond van de Militaire School werd haar complex (met eigen klaslokalen, een zaal voor “krijgsspelen”, een bibliotheek, een schermzaal, paardenstallen, enz ...) tegelijkertijd met de School in 1909 afgewerkt. De huidige blok R, waarin lange tijd de leerstoel geschiedenis gevestigd was en thans door militaire instanties van de EU wordt ingenomen, is er vandaag de enige restant van.
In 1914 werden de studies van de leerling-officieren onderbroken en zij vertrokken naar het Kamp van Beverlo om zich te trainen in bevelvoering. Op 30 juli 1914 werden de officier-leerlingen van de applicatieschool onder de wapens geroepen. Op 1 augustus 1914 sloot generaal Eugène Cuvelier de Militaire School. Het kader van de School werd verspreid over de operationele eenheden.
Toen de Duitsers op 20 augustus Brussel binnentrokken, bezetten zij ook de gebouwen van de Militaire School. Deze bezetting zou voortduren tot 16 november 1918. De Duitse bezetter had bijna alle verzamelingen, labomateriaal en meubilair meegenomen.
Een 300-tal oud-leerlingen van de Militaire School sneuvelden in de Eerste Wereldoorlog. Op 22 november 1922 werden vier bronzen gedenkplaten in de inkomhal van de stafblok ter ere van deze gesneuvelde "anciens" ingehuldigd.
Op 1 mei 1919 werd luitenant-kolonel Emile Galet door koning Albert I belast met de heropening van de Militaire School. Kolonel Galet maakte deel uit van de 56e promotie Artillerie-Genie, dat was op hetzelfde moment dat Albert I zelf leerling was aan de School. Uiteindelijk trad eind 1919 de 80e promotie Artillerie-Genie en de 65e promotie IC aan. De leerlingen droegen nu een kaki uniform in plaats van het 'blauw uniform'. Het programma werd aangepast aan de noden van een beroepsofficier. Ondanks de verzoeken om de afdeling "gewone wapens" (die zich tijdens de oorlog hadden onderscheiden) gelijk te schakelen met de afdeling "speciale wapens", bleef het onderscheid tussen beide bestaan. De studieduur voor Artillerie-Genie (AG) werd vastgesteld op 4,5 jaar, terwijl de vorming in de afdeling Infanterie-Cavalerie (IC) op 2 jaar bleef.
Opnieuw toonde het koningshuis grote waardering voor de Militaire School door haar de vorming van de koninklijke prinsen toe te vertrouwen. Zo maakte de latere koning Leopold III deel uit van de 66e promotie IC (1920-22), terwijl de latere Regent prins Karel deel uitmaakte van de 71e promotie IC (1926-27). Op 4 juli 1927 ontving de nieuwe schoolcommandant kolonel Neefs uit de handen van koning Albert I het vaandel van de Militaire School, dat getooid werd met het Ridderkruis van de Leopoldsorde. Ook heel wat buitenlandse officieren werden aan de Militaire School gevormd, waarvan gedurende het interbellum de meerderheid van Joegoslavische origine was.
Door het overlijden van koning Albert I in 1934, werd het eeuwfeest van de Militaire School pas in juni-juli 1935 gevierd. Op donderdag 4 juli 1935 werd de Mars van de Militaire School, gecomponeerd door commandant Prevost (hoofd van het muziekkorps van het 1e Regiment Gidsen), voor het eerst in het openbaar gespeeld. In deze mars werden enkele maten van de "Pampou" ingelast. De Pampou is een lied, gemaakt door de leerlingen, dat tot 1935 verboden was door de schooldirectie, maar sindsdien door leerlingen en kader bij plechtige gelegenheden (bv. korpsmaaltijd, galabal, ...) gezongen wordt. Het oorspronkelijke lied stelde vooral toestanden aan de kaak die bestonden in de petites villas (= het cachot) van de vroegere school in het Ter Kamerenbos. In 1935 krijgt de Militaire School een eigen wapenschild met de wapenspreuk: Rege duce pro jure et honore (= "Onder leiding van de vorst voor recht en eer"). In datzelfde academiejaar van 1935-36 werd geleidelijk de taalsplitsing van de cursussen doorgevoerd met de 96e Artillerie-Genie en de 81e Infanterie-Cavalerie, zodanig dat in 1940 alle cursussen in beide landstalen werden onderricht.
Door het Koninklijk Besluit van 14 januari 1936 mocht de Militaire School voortaan de nieuwe benaming dragen van Koninklijke Militaire School (KMS).
Het dagelijks leven van de leerlingen speelde zich in die tijd af tussen 5u30 en 21u30. Onmiddellijk na het opstaan was er lichamelijke opvoeding, daarna lessen van 85 minuten, en telkens overhoringen om de drie lessen. Alleen op woensdag en zondag mochten de leerlingen uitgaan, als ze niet gestraft waren tenminste. De tuchtstraffen werden in het openbaar tijdens het middagappel meegedeeld. Vanaf het derde jaar, vanaf de Applicatieschool dus, was het regime van de leerlingen in de afdeling Artillerie-Genie veel vrijer.
De eerste Degen des Konings, een speciale prijs geschonken door de vorst, werd in 1937 toegekend aan onderluitenant Loosen van de 81e promotie IC.
Daar waar het aantal leerlingen per promotie in de jaren 20 vaak zeer laag lag, vooral in de afdeling Infanterie-Cavalerie (bv. 15 in 1925-26), steeg bij het naderen van de Tweede Wereldoorlog het aantal leerlingen opnieuw zeer snel (tot 70 in 1938-39).
Tot aan de mobilisatie van 1939 zat de volledige Staf Vredestijd van het Belgisch leger in de stafblok van de Krijgsschool (= de huidige blok R). De Staf Oorlogstijd ging zich in het fort van Breendonk vestigen.
Bij de mobilisatie van 1939 werden de cursussen geschorst, aangezien de officieren en professoren zich naar hun eenheden moesten begeven. De Staf besliste echter de cursussen op 14 september te hervatten; hiervoor werd een klein deel van het kader uit de gemobiliseerde eenheden teruggeroepen. Dankzij een versnelde opleiding konden de leerlingen van de 96e AG hun studies in de Applicatieschool beëindigen begin mei 1940. Op de avond van 9 mei 1940 hielden zij hun afscheidsbanket, de volgende dag vallen de Duitsers in alle vroegte België binnen.
Bij het uitbreken van de vijandelijkheden werd de KMS weerom ontbonden en de leerlingen begaven zich naar de instructiecentra van de verschillende wapens. Leerlingen, leden van het kader en van het professorenkorps kwamen in de loop van de oorlog in het verzet terecht, in Engeland, in gevangenkampen, in Congo, in het Midden-Oosten, enz ... Tijdens de Tweede Wereldoorlog sneuvelden 202 oud-leerlingen van de KMS.

### De KMS na de Tweede Wereldoorlog
Op 7 januari 1946 heropende de KMS haar deuren. De gebouwen waren verwaarloosd, en het professorenkorps verspreid. Bovendien was de maatschappij op ingrijpende wijze veranderd. Tijdens de Tweede Wereldoorlog waren nieuwe krijgsmachtdelen (her)opgericht (= de zeemacht), andere hadden aan belang gewonnen (= de luchtmacht).
Een moeilijke keuze drong zich op: ofwel de academische traditie van voor de oorlog voortzetten, of uitgaan van de Angelsaksische visie van een zuiver praktische vorming van officieren. De nieuwe schoolcommandant kolonel Georges Beernaerts koos voor een wetenschappelijke vorming op universitair niveau in combinatie met een militaire basisopleiding. Ook hechtte hij veel belang aan de karakteriële vorming en aan de democratische waarden. Vanaf het moment dat kolonel Beernaerts het bevel neemt in april 1946, bepaalt hij in vijf punten de doelstellingen die hij wil bereiken in de vorming van de toekomstige officier: hem een solide intellectuele vorming garanderen; hem een grondige kennis van moderne bewapening bijbrengen; hem fysiek voorbereiden op zijn taak als leider en gangmaker van zijn mannen in het gevecht; zijn karakter vormen bij het ontwikkelen van de leiderskwaliteiten van een chef: loyauteit, discipline, plichtsbewustzijn, gezag; en tot slot hem bewust maken van de plaats die hij inneemt in de maatschappij en van de plichten die deze met zich meebrengt.
Twee studierichtingen werden opgericht met hun eigen specifieke doelstellingen. Enerzijds de Polytechnische afdeling (POL) met een studieduur van 5 jaar, die de vroegere Artillerie-Genie verving. Anderzijds de afdeling Alle Wapens (TAW) met een studieduur van 3 jaar, die in de plaats van de vooroorlogse Infanterie-Cavalerie kwam.
De militaire basisopleiding begon met een zware proefperiode op het terrein. Kolonel Beernaerts voerde ook het peterschap van de promoties in, alsook de ceremonies voor de plechtige geloften en de eedafleggingen en ten slotte knoopte hij ook betrekkingen aan met buitenlandse militaire scholen.
De KMS kreeg de opdracht om de officieren van de 3 machten te vormen (landmacht, luchtmacht en zeemacht). Het Belgisch leger was immers te klein om afzonderlijke militaire scholen op te richten, zoals dat bij de grootmachten wel het geval is. Later kwamen er nog de officieren van de medische dienst en de rijkswacht bij. Maar door de demilitarisering van de rijkswacht in 1992 en de invoering van de eenheidspolitie in 2001, verlieten de rijkswachters de KMS.
Door de Koreaanse Oorlog zag de KMS zich verplicht de studieduur van de afdeling Alle Wapens te verminderen tot 2 jaar. Pas in 1955 werd de studieduur opnieuw opgetrokken tot 3 jaar. In 1962 bracht de minister van landsverdediging de studieduur van Alle Wapens op 4 jaar en werd de richting gelijkwaardig aan de licentie in de sociale wetenschappen.
Naast doceren, werd in de KMS voortaan ook aan wetenschappelijk onderzoek gedaan en werden analyses en expertises uitgevoerd ten behoeve van de School zelf, op aanvraag van de strijdkrachten of in het kader van (inter)nationaal wetenschappelijke studies.
|  | Vanaf 1967 werd de “X” toegekend als symbool voor de faculteit Polytechniek. In tegenstelling tot de andere afdelingen gebruiken de polytechniekers geen Griekse letter. De X; was geïnspireerd op de École Polytechnique in Frankrijk en staat symbool voor alles wat met wiskunde te maken heeft. De X heeft betrekking op het Romeinse getal 10. De referentie die voor de polytechniekers wordt gebruikt slaat op de "Code X". In deze gedragscode werden de regels bepaald door de leerlingen van de Ecole Polytechnique de Paris. Gezien de nauwe verbondenheid tussen de Koninklijke Militaire School van Brussel en deze in Parijs, werd dit symbool overgenomen. De leerlingen Alle Wapens droegen het "omega"-teken: zoals de omega het Griekse alfabet afsluit, zo vormen de Alle Wapens de sluitsteen van de strijdkrachten. In navolging van Polytechniek en Alle Wapens, ontwikkelden de leerlingen aan de Antwerp Maritime Academy te Antwerpen een mouwkenteken "alpha", de industrieel ingenieurs "phi" en de studenten (dieren-)geneeskunde de Griekse "mu". |

Vanaf 1978 konden ook meisjes meedingen in de toelatingsexamens. Aanvankelijk werd een bepaald aantal plaatsen in de getalsterkte van de promoties voorbehouden voor vrouwen, maar vanaf 1981 stonden alle plaatsen open voor vrouwen en mannen.
De traditie om de koninklijke prinsen te laten studeren aan de KMS zette zich verder. Zo maakte prins Alexander deel uit van de 115e promotie POL (1960-61), prins Filip van de 118e promotie TAW (1978) en prins Laurent van de 123e TAW (1983). De voorlopig laatste in het rijtje is prins Amedeo. Hij was lid van de 144e promotie SSMW gedurende het academiejaar 2004-2005.

### Een nieuwe KMS voor de 21e eeuw
In de jaren 80 beantwoordde de infrastructuur van de KMS niet langer aan de gestelde eisen. Daarom werden er 2 opties bestudeerd: enerzijds een totaal nieuw complex bouwen op een terrein in de Brussels agglomeratie, of anderzijds een ingrijpende renovatie van de reeds bestaande campus aan het Jubelpark. In 1989 werd voor de tweede optie geopteerd. Er werd een architectuurwedstrijd uitgeschreven, waar 9 kandidaten aan deelnamen. De associatie Tractebel-ASSAR-PEETERS-TEAMS werd in april 1993 door de ministerraad met hun ontwerp - 77.400m² nieuwbouw en 39.020m² renovatie - uitgeroepen tot laureaat. De werken duurden van april 1994 tot einde 2008.
Door de hervormingen van het Europees hoger onderwijs onder invloed van de Bolognaverklaring, was de KMS quasi verplicht om mee op de kar te springen teneinde haar status van hogeronderwijsinstelling te behouden. Sinds het academiejaar 2003-2004 is de KMS overgeschakeld op de Bachelor-masterstructuur. De benaming van de richting “Alle Wapens” (TAW) werd veranderd in “Sociale en Militaire Wetenschappen” (SSMW). Maar niet alleen de naam veranderde, de studieduur werd verlengd van 4 tot 5 jaar en bijgevolg onderging ook het curriculum
van de vakken een grondige aanpassing.
De 142e promotie SSMW was de laatste promotie die afstudeerde met een licentiaatsdiploma in 2006 (ook al zou de SSMW-aanduiding anders doen vermoeden). In 2008 reikte de KMS de eerste master-diploma’s uit aan de 143e promotie SSMW.

## Belgische politiek
In januari 2025 trekt formateur Bart De Wever naar de KMS voor de finale regeringsonderhandelingen tussen de N-VA, MR, Vooruit, CD&V, en Les Engagés.

## Schoolcommandanten
- Jean Chapelié (1834-1863)
- Guillaume Nerenburger (1863-1869)
- Jean-Baptiste Liagre (1869-1879)
- Emile Vautier (1879-1885)
- Camille Jacmart (1885-1886)
- Eugène Lasserre (1886-1889)
- Joseph De Tilly (1889-1899)
- Henri Bruylant (1899-1905)
- Gerard Leman (1905-1914)
- Louis Cuvelier (1914)
- Emile Galet (1919-1926)
- Jean Van Emelen (1926-1927)
- Felix Neefs (1927-1936)
- Albert Nyssens (1936-1939)
- Victor Van Daele (1939-1940)
- Mathieu Deleval (1945-1946)
- Georges Beernaerts (1946-1951)
- Jules Danneels (1951-1956)
- Henri Van Vreckom (1956-1959)
- Emile Velghe (1959-1964)
- Ernest Engelen (1964-1966)
- Léon Alen (1966-1970)
- Paul Dath (1970-1973)
- Georges Renson (1973-1981)
- Remi Boudin (1981-1984)
- Jean Chabotier (1984-1989)
- Claude Paelinck (1989-1994)
- José Dassy (1994-1996)
- Paul Georis (1996-2004)
- Michel Singelé (2004-2008)
- Harry Vindevogel (2008-2014)
- Henk Robberecht (2014-2017)
- Lutgardis Claes (2017-2020)
- Yves Dupont (2020-2024)[1]
- An-Roos De Potter (2024-heden)

## Beroemde professoren
- Charles De Coster
- Luc De Vos
- Georges Eekhoud
- Charles Lagrange
- Emile Lefèvre
- Jean-Baptiste Liagre
- Adolphe Quételet
- Jean Stas
- Pierre Van Deuren
- Michael Van Schoor
- Pierre-François Verhulst

## Beroemde leerlingen

### Prinsen
- Kroonprins Filip
- Prins Amedeo
- Kroonprinses Elisabeth
- Prins Gabriël

### Andere
- Henri Alexis Brialmont
- Camille Coquilhat
- Emile Danco
- Marc De Mesmaeker
- Frank De Winne
- Herman Fransen
- Fernand Jacquet
- Michel Micombero
- Jean-Baptiste Piron
- August Van Daele

## Eredoctoraten
- 2006: Michèle Alliot-Marie (Franse minister van Defensie)
- 2009: Allan Millett
- 2009: Friedrich Wagner
- 2010: Jacques Rogge
- 2010: Fritz Stoeckli
- 2010: Mitchell Feigenbaum